# Cláudio Cardoso de Castro
Cláudio Cardoso de Castro (Rio de Janeiro, 5 de fevereiro de 1944) é um médico brasileiro.
Graduado em medicina pela Faculdade de Medicina da Universidade Federal do Rio de Janeiro em 1966. 
Foi eleito membro da Academia Nacional de Medicina em 2001, ocupando a Cadeira 74, que tem Arnaldo de Morais como patrono.